# Вінницькі Хутори
Вінницькі Хутори́ — село в Україні, у Вінницькій міській громаді Вінницького району Вінницької області. Населення становить 6770 осіб. Площа — 2,418 км².

## Географія
Село розташоване на південний схід від міста Вінниця, є його передмістям і фактично зливається з містом. Через село протікає річка Вінничка.

## Населення
Згідно з переписом УРСР 1989 року чисельність наявного населення села становила 6486 осіб, з яких 3080 чоловіків та 3406 жінок.
За переписом населення України 2001 року в селі мешкали 6762 особи.

### Мова
Розподіл населення за рідною мовою за даними перепису 2001 року:
| Мова            | Кількість | Відсоток |
| --------------- | --------- | -------- |
| українська      | 6596      | 97.43%   |
| російська       | 156       | 2.31%    |
| вірменська      | 10        | 0.15%    |
| білоруська      | 4         | 0.06%    |
| болгарська      | 2         | 0.03%    |
| гагаузька       | 1         | 0.01%    |
| інші/не вказали | 1         | 0.01%    |
| Усього          | 6770      | 100%     |

## Інфраструктура
В селі діє школа, дитячий садок та бібліотека, два православних храми (московського і київського патріархату), католицька церква та церква п'ятидесятників. Існує дві молодіжних аматорських футбольних команди «Джем» і «Файт».

## Люди
- Дахновський Федір Тарасович (1903—1990) — Герой Радянського Союзу.
- Єфременюк Віталій Ігорович (? — 2022) — капітан Збройних Сил України, учасник російсько-української війни.
- Завала Сергій Іванович (1983—2016) — солдат Збройних сил України, учасник російсько-української війни.
- Марченко Наталія Петрівна (1967) — український науковець і письменниця, книгознавець, біографіст, літературний критик.
- Матієнко Петро Андрійович [ru] — Герой Радянського Союзу.
- Міщук Леонід Андрійович (1969—2019) — солдат Збройних сил України, учасник російсько-української війни[6].